# 2009년 대한민국의 주말 흥행 1위 영화 목록
다음은 2009년 대한민국에서 주말(금요일 ~ 일요일) 간 박스오피스 1위를 달성한 영화의 목록이다.
| #  | 날짜             | 영화                                 | 수입 (단위: ₩) | 비고 |
| -- | ---------------- | ------------------------------------ | -------------- | ---- |
| 1  | 2009년 1월 4일   | 《쌍화점》                           | 5,156,717,500  |      |
| 2  | 2009년 1월 11일  | 《쌍화점》                           | 3,604,915,000  |      |
| 3  | 2009년 1월 18일  | 《과속스캔들》                       | 2,476,802,400  |      |
| 4  | 2009년 1월 25일  | 《적벽대전 2 : 최후의 결전》         | 4,146,838,000  |      |
| 5  | 2009년 2월 1일   | 《적벽대전 2 : 최후의 결전》         | 3,356,014,500  |      |
| 6  | 2009년 2월 8일   | 《마린보이》                         | 2,426,117,500  |      |
| 7  | 2009년 2월 15일  | 《벤자민 버튼의 시간은 거꾸로 간다》 | 2,630,886,500  |      |
| 8  | 2009년 2월 22일  | 《워낭소리》                         | 2,810,124,100  |      |
| 9  | 2009년 3월 1일   | 《워낭소리》                         | 2,419,532,500  |      |
| 10 | 2009년 3월 8일   | 《왓치맨》                           | 1,833,082,500  |      |
| 11 | 2009년 3월 15일  | 《슬픔보다 더 슬픈 이야기》          | 1,736,278,500  |      |
| 12 | 2009년 3월 22일  | 《푸시》                             | 1,875,969,000  |      |
| 13 | 2009년 3월 29일  | 《슬럼독 밀리어네어》                | 1,499,849,000  |      |
| 14 | 2009년 4월 5일   | 《그림자 살인》                      | 3,158,945,000  |      |
| 15 | 2009년 4월 12일  | 《그림자 살인》                      | 2,526,169,500  |      |
| 16 | 2009년 4월 19일  | 《노임》                             | 2,493,743,500  |      |
| 17 | 2009년 4월 26일  | 《7급공무원》                        | 3,993,503,000  |      |
| 18 | 2009년 5월 3일   | 《박쥐》                             | 5,365,110,000  |      |
| 19 | 2009년 5월 10일  | 《7급공무원》                        | 2,979,045,500  |      |
| 20 | 2009년 5월 17일  | 《천사와 악마》                      | 4,540,086,500  |      |
| 21 | 2009년 5월 24일  | 《터미네이터: 미래 전쟁의 시작》     | 9,391,882,000  |      |
| 22 | 2009년 5월 31일  | 《마더》                             | 6,708,962,500  |      |
| 23 | 2009년 6월 7일   | 《박물관이 살아있다 2》              | 5,419,825,500  |      |
| 24 | 2009년 6월 14일  | 《거북이 달린다》                    | 3,259,534,500  |      |
| 25 | 2009년 6월 21일  | 《거북이 달린다》                    | 3,935,970,500  |      |
| 26 | 2009년 6월 28일  | 《트랜스포머: 패자의 역습》          | 14,416,136,500 |      |
| 27 | 2009년 7월 5일   | 《트랜스포머: 패자의 역습》          | 9,837,358,500  |      |
| 28 | 2009년 7월 12일  | 《트랜스포머: 패자의 역습》          | 6,235,987,000  |      |
| 29 | 2009년 7월 19일  | 《해리포터와 혼혈왕자》              | 8,328,949,500  |      |
| 30 | 2009년 7월 26일  | 《해운대》                           | 11,105,942,000 |      |
| 31 | 2009년 8월 2일   | 《해운대》                           | 11,507,874,000 |      |
| 32 | 2009년 8월 9일   | 《해운대》                           | 9,223,416,500  |      |
| 33 | 2009년 8월 16일  | 《국가대표》                         | 6,611,828,000  |      |
| 34 | 2009년 8월 23일  | 《국가대표》                         | 5,802,119,000  |      |
| 35 | 2009년 8월 30일  | 《국가대표》                         | 4,242,866,000  |      |
| 36 | 2009년 9월 6일   | 《국가대표》                         | 3,113,286,000  |      |
| 37 | 2009년 9월 13일  | 《애자》                             | 2,276,620,000  |      |
| 38 | 2009년 9월 20일  | 《애자》                             | 2,381,841,500  |      |
| 39 | 2009년 9월 27일  | 《내 사랑 내 곁에》                  | 4,044,154,000  |      |
| 40 | 2009년 10월 4일  | 《내 사랑 내 곁에》                  | 3,912,470,000  |      |
| 41 | 2009년 10월 11일 | 《내 사랑 내 곁에》                  | 1,296,662,500  |      |
| 42 | 2009년 10월 18일 | 《디스트릭트 9》                     | 2,327,785,000  |      |
| 43 | 2009년 10월 25일 | 《굿모닝 프레지던트》                | 5,178,596,300  |      |
| 44 | 2009년 11월 1일  | 《굿모닝 프레지던트》                | 4,040,001,500  |      |
| 45 | 2009년 11월 8일  | 《굿모닝 프레지던트》                | 2,525,701,000  |      |
| 46 | 2009년 11월 15일 | 《2012》                             | 9,633,003,000  |      |
| 47 | 2009년 11월 22일 | 《2012》                             | 7,697,185,000  |      |
| 48 | 2009년 11월 29일 | 《2012》                             | 4,780,239,000  |      |
| 49 | 2009년 12월 6일  | 《뉴문》                             | 4,736,367,000  |      |
| 50 | 2009년 12월 13일 | 《뉴문》                             | 3,012,305,000  |      |
| 51 | 2009년 12월 20일 | 《아바타》                           | 11,427,043,000 |      |
| 52 | 2009년 12월 27일 | 《아바타》                           | 13,097,823,500 |      |
| 53 | 2010년 1월 3일   | 《아바타》                           | 12,785,212,500 |      |

## 참고 자료
- KOFIC 영화진흥위원회 주간/주말 박스오피스 참고